# Pietro Cignaghi
Pietro Cignaghi (1867 – 19 luglio 1914) è stato un calciatore italiano, di ruolo difensore.

## Carriera
Fu uno dei due componenti della prima difesa del Milan.
Partecipò alle competizioni agonistiche per un'unica stagione, facendo coppia di reparto con Lorenzo Torretta.

## Palmarès

### Calciatore

#### Club

##### Altre Competizioni
- Medaglia del Re: 1

Milan: 1900